# Krolevtsí
Krolevtsí (en rus: Кролевцы) és un poble del krai de Primórie, a l'Extrem Orient de Rússia, que en el cens del 2010 tenia 1.008 habitants.